# Rue Jean Warroquiers
La rue Jean Warroquiers est une rue du quartier d'Outremeuse à Liège en Belgique (région wallonne). L'accès à la partie sud de la voirie se fait par un arvô (passage voûté).

## Odonymie
La rue rend hommage à Jean Warroquiers qui fut en 1927 le premier président de la République libre d'Outremeuse. 
Avant la fusion de communes de 1977, la voie s'appelait rue des Prés, se référant aux Prés Saint-Denis et à Vinâve des Prés, anciens quartiers d'Outremeuse. La chaussée des Prés a la même origine.

## Description
Cette voie plate, pavée et en cul-de-sac (pour la circulation automobile) d'une longueur d'environ 93 m relie par un arvô l'historique rue Puits-en-Sock à la rue de la Liberté. La rue qui compte une vingtaine de maisons en brique communique aussi avec la rue Porte-aux-Oies. On remarque un crucifix sur la façade du no 19 et un sgraffite de style Art nouveau (en mauvais état) sur l'immeuble d'angle voisin.

## Arvô Constant le Marin
L'immeuble situé au no 97 de la rue Puits-en-Sock et construit au milieu du XVIIe siècle est percé d'un arvô, terme liégeois signifiant passage voûté. Cet arvô d'une largeur et d'une hauteur d'environ 3 mètres mène à la partie sud de la rue Jean Warroquiers après une douzaine de mètres voûtés. Une plaque commémorative indique que ce lieu s'appelle depuis 1988 l'arvô Constant le Marin, surnom de Henri Herd, célèbre lutteur originaire du quartier. Plusieurs autres arvôs sont visibles, entre autres, aux entrées des impasses du quartier Hors-Château, dans le centre historique de Liège.

## Voiries adjacentes
- Rue Puits-en-Sock
- rue Porte-aux-Oies
- Rue de la Liberté